# Irina Igorewna Antonenko

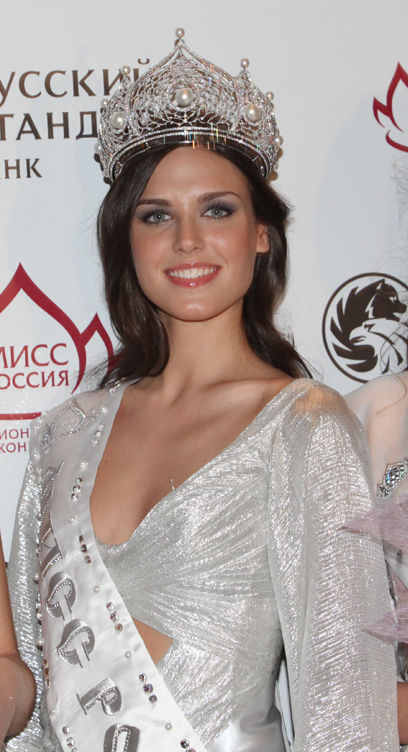
Irina Antonenko (2010)

Irina Igorewna Antonenko (russisch Ирина Игоревна Антоненко; * 1. September 1991 in Magdeburg) ist ein russisches Model und Miss Russland des Jahres 2010. Bei der Wahl der Miss Universum am 23. August 2010 kam sie in die Runde der letzten 15.

## Leben
Antonenkos Eltern Natalia und Igor Antonenko sind beide Polizisten. Antonenko besuchte die Schule 156. Nach ihrem Schulabschluss nahm Antonenko an ihrem ersten Schönheitswettbewerb teil, kam jedoch nicht auf einen der vorderen Plätze. Sie nahm ein Wirtschaftsstudium am Ural-Finanz- und Jura-Institut auf. Neben dem Studium arbeitete sie an ihrer Modelkarriere. 2009 gewann sie den lokalen Schönheitswettbewerb der Miss Jekaterinburg. Am 6. März 2010 wurde Antonenko in Moskau zur Miss Russland gekrönt. Ihre Vorgängerin Sofija Rudjewa überreichte ihr die Krone. Zusätzlich erhielt sie eine Siegesprämie in Höhe von 100.000 US-Dollar, von der sie einen großen Teil für humanitäre Zwecke, insbesondere für kranke Kinder, spendete. In der Folgezeit startete sie eine Karriere in Zusammenarbeit mit dem Designer Philipp Plein und nahm an Fashion-Shows anderer Designer teil. Antonenko repräsentierte Russland in der Wahl der in Las Vegas stattfindenden Miss Universum. Hier kam sie unter die ersten 15.
An der Russische Akademie für Theaterkunst (GITIS) machte sie ihren zweiten Masterabschluss und begann dann eine Schauspielkarriere. Am 23. September 2012 hatte sie ihr Debüt als Theaterschauspielerin. Auf der Bühne des Moskau-Theaters Im Stück Das Mysterium der magischen Ringe. 2014 hat Irina eine Hauptrolle in der russischen Fernsehserie Das Schiff gespielt, wodurch sie bekannt wurde. Seit 2020 lebt sie in Los Angeles.